# 小田稔
小田稔（日语：／ Oda Minoru1923年2月24日—2001年3月1日），日本宇宙物理學家、天文學家，出生於北海道札幌市。小行星9972以小田稔來命名。

## 生平
1923年，小田稔出生於北海道，父親為醫學家小田俊郎、外祖父是日本醫學家堀内次雄。
1934年，小田稔與就任台北帝國大學教授的父親移居台灣，之後就讀台北高等学校。
1944年9月，小田稔畢業於大阪帝國大學理学部物理学科。1946年，小田稔擔任大阪帝國大學理學部助手。1950年，小田稔成為大阪市立大學理工學部助教授。
1953年，小田稔留学麻省理工學院。
1956年，小田稔擔任東京大學原子研究所助教授，同年12月，小田稔成為大阪大学理學博士。
1963年，小田稔擔任客座教授
1966年，小田稔擔任东京大学航空研究所教授
1981年，小田稔擔任文部省宇宙科学研究所教授
1984年，小田稔擔任东京大学航空研究所所长，成為英國皇家天文學協會特別會員。
1988年4月，小田稔擔任理化學研究所理事長。

## 獎項
- 1964年：仁科芳雄獎
- 1975年：恩赐奖_(日本学士院)
- 1981年：朝日獎
- 1986年：文化功勞者
- 1993年：文化勳章
- 1997年：勲一等瑞宝章受章